# Le Régiment de la Chaudière
Pour les articles homonymes, voir Chaudière (homonymie).
Le Régiment de la Chaudière est un régiment d'infanterie de la Première réserve de l'Armée canadienne des Forces armées canadiennes. Il fait partie du 35e Groupe-brigade du Canada au sein de la 2e Division du Canada. Son quartier général ainsi que son musée sont installés au manège militaire de Lévis au Québec. Les effectifs du régiment sont répartis entre deux garnisons, celle de Lévis et de Beauceville. Le nom du régiment vient de la rivière Chaudière. Il se voit décerner, en 2005, la médaille de l'Assemblée nationale.

## Structure

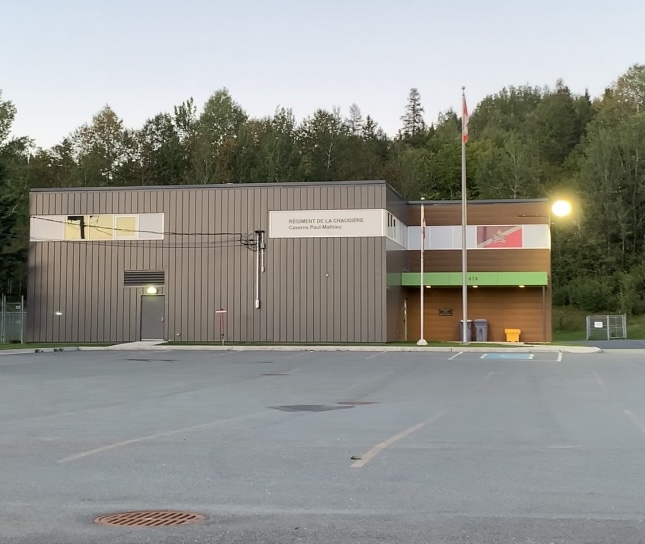
Manège militaire de Beauceville.

Le Régiment de la Chaudière fait partie du 35e Groupe-brigade du Canada, un groupe-brigade de la Première réserve de l'Armée canadienne qui fait partie de la 2e Division du Canada. Le régiment comprend une compagnie d’instruction et une compagnie de commandement et services.

## Histoire

### Origine du régiment
Le 9 avril 1869, The Provisional Battalion of "Dorchester", littéralement « Le Bataillon provisoire de "Dorchester" », et The Provisional Battalion of "Beauce", littéralement « Le Bataillon provisoire de "Beauce" », furent créés respectivement à Saint-Anselme et à Sainte-Marie au Québec. Ils deviennent respectivement le 92nd "Dorchester" Battalion of Infantry, littéralement le « 92e "Dorchester" Bataillon d'infanterie », et le 23rd "Beauce" Battalion of Infantry, littéralement le « 23e "Beauce" Bataillon d'infanterie », respectivement le 12 juin 1885 et le 19 mai 1871. Le 1er août 1899, les deux bataillons sont fusionnés en conservant le nom de 92nd "Dorchester" Battalion of Infantry. Le bataillon devint un régiment le 8 mai 1900 et adopta le nom de 92nd Dorchester Regiment, littéralement le « 92e Régiment de Dorchester ».

### Première Guerre mondiale
Durant la Première Guerre mondiale, le bataillon fournit des hommes pour le Corps expéditionnaire canadien.

### Entre-deux-guerres
Le 29 mars 1920, le nom du régiment fut francisé en devenant Le Régiment de Dorchester, mais il réadopta un nom en anglais le 15 mars 1921, en devenant The Beauce Regiment, littéralement « le Régiment de Beauce ». Le 1er mai de la même année, son nom redevint en français en étant renommé le Régiment de Beauce. Le 1er février 1932, il est de nouveau renommé pour devenir le Régiment de Dorchester et Beauce.
Le 15 décembre 1936, Le Régiment de Dorchester et Beauce fusionna avec le 5th Machine Gun Battalion, CMGC, littéralement le « 5e Bataillon de mitrailleuses, CGMC » où « CGMC » est l'abréviation pour Canadian Machine Gun Corps, c'est-à-dire le Corps des mitrailleurs canadiens (en), et adopta le nom de Le Régiment de la Chaudière (Mitrailleuses).

### Seconde Guerre mondiale

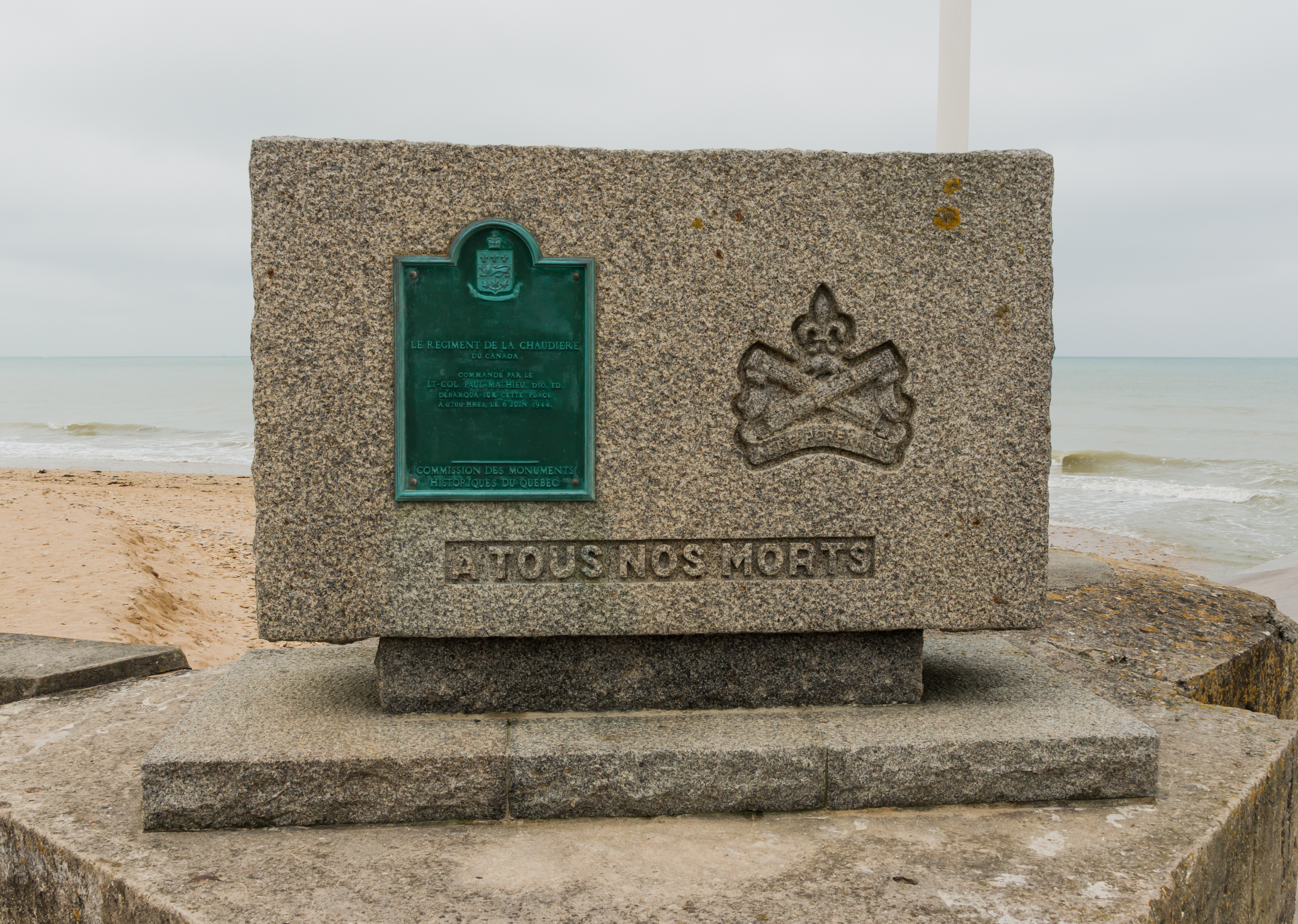
Le monument aux morts du Régiment à "Juno Beach", Calvados, Normandie, France

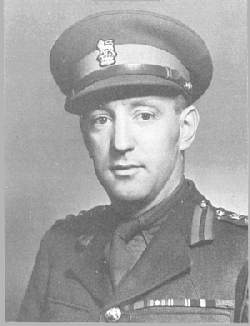
Colonel Paul Mathieu, DSO, ED

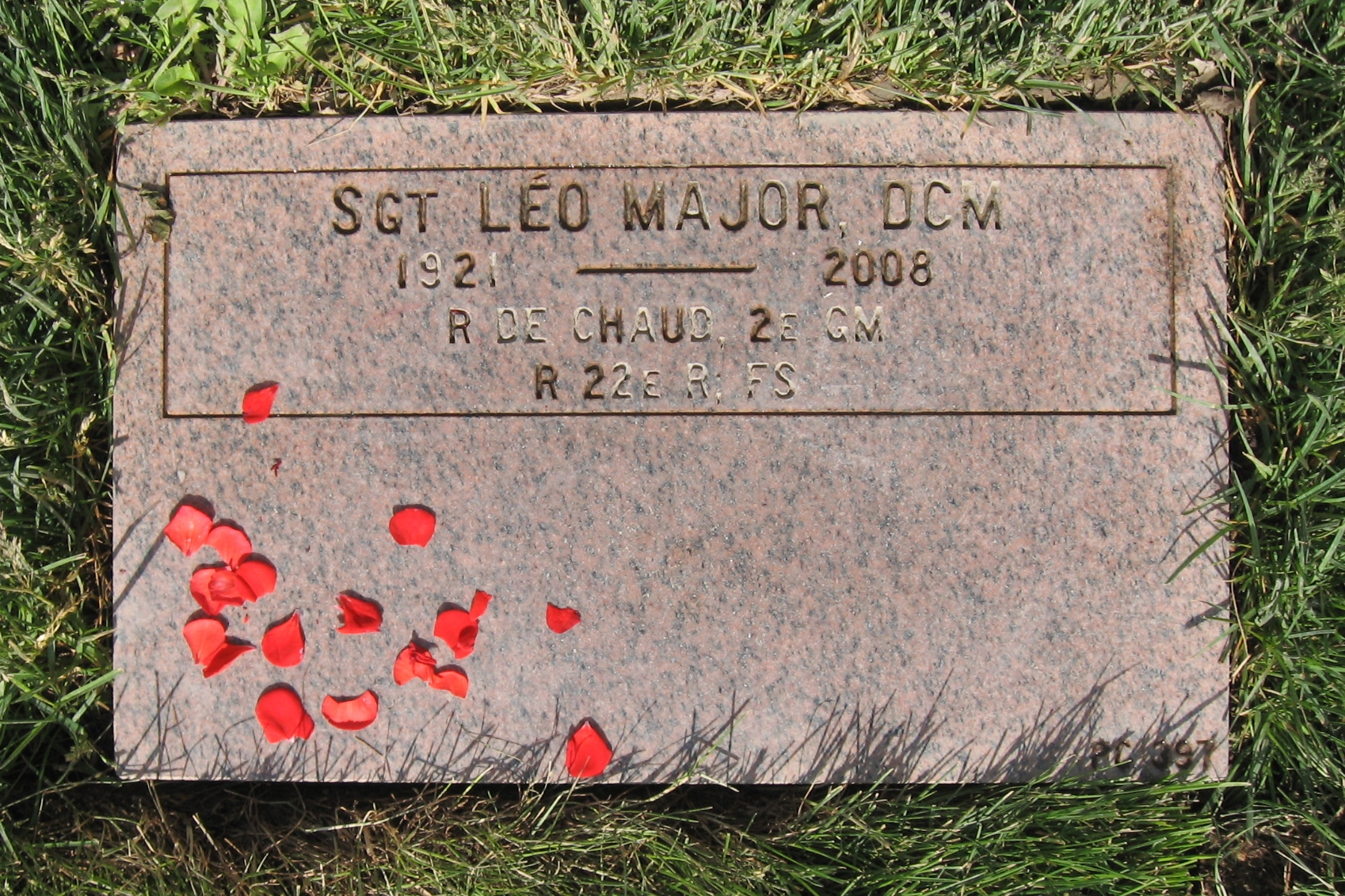
Pierre tombale de Léo Major

Le régiment fut mobilisé le 1er septembre 1939. Ses quartiers généraux seront successivement installés à Lac-Mégantic, au bassin Louise et à la garnison Valcartier. Le 7 novembre 1940, il fut renommé le 2nd (Reserve) Battalion, Régiment de la Chaudière (Mitrailleuses), littéralement le « 2e (Réserve) Bataillon, Le Régiment de la Chaudière (Mitrailleuses) » et, de nouveau le 1er avril 1941, le 2nd (Reserve) Battalion, Le Régiment de la Chaudière, littéralement le « 2e (Réserve) Bataillon, Le Régiment de la Chaudière ».
Il est envoyé en Angleterre le 21 juillet 1941. Le régiment entre en action le 6 juin 1944 lors du débarquement de Normandie en tant que membre de la 5e Brigade d'infanterie canadienne au sein de la 3e Division d'infanterie canadienne. Commandé par le lieutenant-colonel Paul Mathieu, Le Régiment de la Chaudière débarque à Bernières-sur-Mer (Juno Beach) sitôt après The Queen's Own Rifles of Canada surprenant la population locale qui ne s'attendait pas à rencontrer des troupes francophones parmi les forces alliées. Avec le commando Kieffer, il est le seul régiment francophone à participer aux opérations du débarquement du 6 juin. Le soir du « Jour J », le régiment atteint tous ses objectifs, mais doit se replier parce que les autres unités de la ligne de front n'ont pu progresser aussi loin que lui à l'intérieur des terres.
Le régiment participe ensuite à la bataille de Caen, dans le secteur de l'abbaye d'Ardenne en lutte avec la 12e division SS Hitlerjugend dès le 7 juin. Le régiment tient ensuite différentes positions de défense.
Elle est ensuite mobilisée durant l'opération Windsor subissant de nombreuses pertes dans la lutte pour la prise de l'aérodrome de Carpiquet le 4 juillet 1944. L'aérodrome était un des objectifs réussis du « Jour J », mais dut être abandonné à la suite du repli. Treize jours plus tard, les « Chauds » de la Chaudière participent à l'opération Goodwood afin de prendre le site de l'aciérie de Colombelles (de la Société métallurgique de Normandie) ; mais sont stoppés dans leur avance par les tirs meurtriers des défenseurs allemands provenant du château Colombelles. Fortement éprouvée, l'unité est mise en réserve.
Il participe aux actions de la bataille de l'Escaut, notamment dans les actions de la poche de Breskens, entre le 6 octobre et le 3 novembre 1944. La ville de Zwolle aux Pays-Bas est libérée par Léo Major, un membre du régiment, lors d'une mission spéciale.
Pendant les combats, le régiment forme un second bataillon pour le renfort. Le 1er bataillon est de retour au Canada le 30 décembre 1945 et le 3e bataillon finit sa tâche d'occupation au printemps 1946. Le 24 avril 1946, le régiment adopte son nom actuel. Le 1er décembre 1947, la princesse Élisabeth II devint officiellement la colonel-en-chef du régiment. Le 1er septembre 1954, il fusionne avec Le Régiment de Lévis en conservant le nom Le Régiment de la Chaudière.
Depuis le décès de la reine Élisabeth II, c'est le roi Charles III qui devient le colonel-en-chef du régiment.

## Honneurs de bataille
Les honneurs de bataille sont le droit donné par la Couronne au régiment d'apposer sur ses couleurs les noms des batailles ou d'opérations dans lesquelles il s'est illustré.
Les dix honneurs de bataille apparaissant sur le drapeau régimentaire :
- Débarquement en Normandie (6 juin 1944)
- Falaise (7 au 22 août 1944)
- L'Escault (1er octobre au 8 novembre 1944)
- La Rhénanie (région ouest d'Allemagne, 8 février au 10 mars 1945)
- Carpiquet (Normandie, 4 et 5 juillet 1944)
- Faubourg de Vaucelles (Normandie, l'un des quartiers de Caen, 18 et 19 juillet 1944)
- Boulogne-sur-Mer (Nord de la France, 17 au 22 septembre 1944)
- Hochwald (Allemagne, 26 février au 4 mars 1945)
- Emmerich-Hoch Elten (Rhénanie, 28 mars au 1er avril 1945)
- Zutphen (Hollande) (6 au 8 avril 1945)

Les onze autres honneurs de bataille autorisés :
- Défense de Canada 1812-1815
- Châteauguay (1813)
- Caen (Normandie, 4 au 18 juillet 1944)
- Crête de Bourguébus (Normandie (18 au 23 juillet 1944)
- La Liaison (Normandie, probablement hameau vers Falaise, 14 au 17 août 1944)
- Chambois (Normandie, 18 au 22 août 1944)
- Calais (Nord de la France, 25 septembre au 1er octobre 1944)
- Poche de Breskens (11 octobre au 13 novembre 1944)
- Plaine du Waal (rivière néerlandaise dans le delta du Rhin, 6 février au 10 mars 1945)
- Le Rhin (23 mars au 1er avril 1945)
- Nord-ouest de l'Europe 1945 (6 juin au 5 mai 1945)
- Afghanistan [6]

## Insigne et devise
L'insigne du Régiment de la Chaudière est deux mitrailleuses d'argent croisées sommées d'une fleur de lys d'or soutenue d'un castor au naturel, le tout étant environné d'un listel de gueules portant l'inscription « Aere Perennius » en lettres d'argent et chargé de deux feuilles d'érable également d'argent. « Aere Perennius », qui signifie « plus solide que l'airain » en latin, est la devise du régiment. Elle provient d'un vers du poète latin Horace,.

## Commandants et sergents-majors régimentaires du Régiment de la Chaudière
Ces listes contiennent uniquement les noms des commandants et sergents-majors régimentaires à partir de l'appellation Régiment de la Chaudière. Ultérieurement, les noms des militaires à ces postes provenant des unités constitutives du Régiment de la Chaudière seront présentés.

### Commandants

#### Régiment de la Chaudière (Mit.)
Lieutenant-colonel John L. Reiman, E.D.1936-1940
Lieutenant-colonel Georges R. Bouchard, E.D.1940-1941

#### Régiment de la Chaudière C.A.S.F. (1er Bn)
Lieutenant-colonel J. Julien Chouinard, E.D.1941-1942
Lieutenant-colonel Gavan Power, O.B.E., E.D.1942-1943
Lieutenant-colonel Paul Mathieu, D.S.O., E.D.1943-1944
Lieutenant-colonel Gustave O. Taschereau, D.S.O. 1944-1945
Lieutenant-colonel Fernand L’Espérance, E.D.1945-1946

##### 2e (R) Bn Le Régiment de la Chaudière
Lieutenant-colonel Louis P. Cliche 1940
Lieutenant-colonel J.A. Yvan Bouchard 1940-1944
Lieutenant-colonel Gérard LaRue, E.D. 1944-1946

##### Bataillon de Dépôt, Régiment de la Chaudière
Lieutenant-colonel Hugues Lapointe 1944-1945

##### 3e Bn Le Régiment de la Chaudière (CAOF)
Lieutenant-colonel Gustave O. Taschereau, D.S.O. 1945-1946

##### Le Régiment de la Chaudière (M)
Lieutenant-colonel Raoul Audet, M.B.E., E.D.1946-1949
Lieutenant-colonel Fernand L’Espérance, E.D.1949-1952
Lieutenant-colonel William A. Atkinson, M.C., CD.1952-1955
Lieutenant-colonel Fernand de St-Victor, CD.1955-1959
Lieutenant-colonel Léandre Lacroix, M.C., CD.1959-1961
Lieutenant-colonel Jean-Paul Bélanger, CD. 1961-1963
Lieutenant-colonel Jean-Yves Godreau, CD. 1963-1967
Lieutenant-colonel Jaques Lambert, CD. 1963-1970
Lieutenant-colonel Gilles Gonthier, CD. 1970-1973
Lieutenant-colonel Marcel Belleau, CD. 1973-1976
Lieutenant-colonel H. Marcel Veilleux, CD. 1976-1979
Lieutenant-colonel Bernard Beauchemin, CD. 1979-1982
Lieutenant-colonel Gervais Lajoie, CD. 1982-1984
Lieutenant-colonel Pierre Gonthier, CD. 1984-1987
Lieutenant-colonel Denis Poulin, CD. 1987-1990
Lieutenant-colonel Denis Belleau, CD. 1990-1993
Lieutenant-colonel Gaétan Turgeon, CD. 1993-1998
Lieutenant-colonel Michel Demers, CD, A de C. 1998-2000
Lieutenant-colonel Jean-François Côté, CD. 2000-2003
Lieutenant-colonel Pierre Paul-Hus, CD. 2003-2007
Lieutenant-colonel Simon Roy, CD. 2007-2010
Lieutenant-colonel Claude Langlois, CD. 2010-2013
Lieutenant-colonel Eric Célier, CD. 2013-2016
Lieutenant-colonel Marc Marcoux, CD. 2016-2018
Lieutenant-colonel François Provost, CD. 2018-2021
Lieutenant-colonel Bruno Bergeron, CD. 2021- 2023
Lieutenant-colonel Bruno Gilbert, MMM, CD. 2023 - Présentement

### Sergents-majors Régimentaires

#### 1937-1946
WO 1 R. Savoie 1937-1940           
WO 1 L.J. Huard  1940-1942            
WO 1 G. Sirois  1942-1943           
WO 1 J.C. Turgeon  1943-1944        
WO 1 J.A. Lamontagne 1944              
WO 1 M. Gingras  1944-1946  (1er Bn CASF)           
WO 1 J.E.R. Audet  1945-1946 (3e Bn CAOF)        
WO 2 (A RSM) L.M. Comeau   1945-1946 (2e Bn Réserve)      

#### 1946-Présentement
WO 1 Guy Nadeau, DCM, CD   1947-1953
WO 1 Henri Ouellette, CD  1954-1965
Adjuc Léo Couturier, CD  1965-1968
Adjuc Clément Roy, CD  1968-1971
Adjuc Lorenzo Gilbert, CD  1971-1978
Adjuc Daniel Maheu, CD  1978-1983
Adjuc Gilles Lévesque, CD  1983-1987
Adjuc Raymond Pouliot, CD  1987-1992
Adjuc Mario Lemieux, CD  1992-1993
Adjuc Éric Marmen, CD  1993-1997
Adjuc Michael Grant, CD  1997-2000
Adjuc Richard Bégin, CD  2000-2003
Adjuc Claude Pineault, CD  2003-2010
Adjuc Bruno Gilbert, MMM, CD   2010-2014
Adjuc Stéphane Lamontagne, CD   2014-2017
Adjuc Éric Lapalme, CD  2017-2020
Adjum Denis Hallé, CD  2020- Présentement

## Corps de cadets affiliés
L'affiliation d'un corps de cadets à une unité militaire est une vieille tradition. Chaque corps de cadets canadien est affilié à une unité militaire de la force de réserve ou de la force régulière. Cette unité est responsable de fournir à chacun de ses corps de cadets affiliés un soutien logistique. Également, les corps de cadets affiliés se voient octroyer le droit de porter l'insigne de coiffure de son unité d'affiliation. Voici la liste actuelle des corps de cadets affiliés au Régiment de la Chaudière[réf. nécessaire] :
- Corps de cadets 619 de Beauceville
- Corps de cadets 1937 du Lac-Mégantic
- Corps de cadets 2648 du Manège militaire de Lévis
- Corps de cadets 2680 de la Haute Beauce
- Corps de cadets 2765 du Lac-Etchemin
- Corps de cadets 2787 de Saint-Zacharie
- Corps de cadets 2948 de la Frontière